# Markowo (Czukocki Okręg Autonomiczny)
Markowo (ros. Марково) – wieś w Rosji, w Czukockim Okręgu Autonomicznym, w rejonie anadyrskim. W 2021 liczyła 733 mieszkańców.